# Giuseppe Gallo (calciatore)
Giuseppe Gallo (Castellammare di Stabia, 14 gennaio 1940 – Rivoli, 17 agosto 1990) è stato un calciatore italiano, di ruolo ala destra.

## Carriera
Cresce calcisticamente nella Scafatese per poi passare nelle file del Cosenza dove viene notato dagli osservatori del Milan. Nell'estate 1961 arriva a Milano e con i rossoneri giocherà solo una amichevole: il 7 settembre 1961 Grosseto-Milan (1-8). È la stagione in cui il Milan di Nereo Rocco vincerà l'ottavo scudetto; a novembre Gallo viene mandato a fare esperienza in Serie B al Brescia dove disputerà una stagione per poi passare al Modena militante in Serie A.
Con i "canarini" esordisce in Serie A il 7 ottobre 1962 nella partita Modena-Milan (1-0), disputa 12 gare in due stagioni nella massima serie. Nella seconda la squadra emiliana retrocede e Gallo viene riconfermato anche in Serie B, ma nemmeno nella serie cadetta riesce ad imporsi, disputando 2 partite.
Conclude la carriera in Serie C nel Pescara.

## Palmarès

### Giocatore

#### Competizioni regionali
- Prima Categoria: 1

Scafatese: 1959-1960
- Serie C: 1

Cosenza: 1960-1961